# Saint-Maurice-de-Lestapel
Saint-Maurice-de-Lestapel är en kommun i departementet Lot-et-Garonne i regionen Nouvelle-Aquitaine i sydvästra Frankrike. Kommunen ligger i kantonen Cancon som tillhör arrondissementet Villeneuve-sur-Lot. År 2022 hade Saint-Maurice-de-Lestapel 107 invånare.

## Befolkningsutveckling
Antalet invånare i kommunen Saint-Maurice-de-Lestapel
| Referens: INSEE |